# Sauroglossum dromadum
Sauroglossum dromadum är en orkidéart som beskrevs av Dariusz Lucjan Szlachetko. Sauroglossum dromadum ingår i släktet Sauroglossum och familjen orkidéer.
Artens utbredningsområde är Peru. Inga underarter finns listade i Catalogue of Life.